# Cadillac Man - Mister occasionissima
Cadillac Man - Mister occasionissima (Cadillac Man) è un film del 1990 diretto da Roger Donaldson con Robin Williams e Tim Robbins.

## Trama
La vita di Joey O'Brien non è facile come può apparire. Separato dalla moglie Tina e ne è assillato perché la figlia Lisa una sera non torna a casa. Inoltre, presto ci vorranno 500 dollari mensili per l'università; alcune donne lo blandiscono e lui è carico di debiti. Ora la sua ditta di auto usate minaccia di licenziare la gran parte del personale, in coincidenza con una vendita eccezionale, nella quale Joey dovrà dar via almeno dodici macchine in un giorno. Le cose poi si complicano ulteriormente quando un certo Larry piomba armato di mitra nel salone di vendita, dove Joey, sta concludendo con due possibili clienti. Larry è tanto sprovveduto quanto agitato: marito geloso di una certa Donna, alla quale imputa d'aver avuto rapporti con superiori e compagni di lavoro. Mentre il matto straparla e spara all'impazzata, tocca a Joey intervenire con la sua parlantina. Con coraggio dice a Larry che, in effetti, ha avuto occasione di insidiare Donna e la sua confessione riduce anche le furie del tradito. Poi, calmando gli ostaggi, contattando la polizia, che ha circondato l'edificio, rassicura Larry. Joey riesce in qualche modo a rendere inoffensivo Larry e, con questo, a vincere la dura partita. Riceve dagli ostaggi liberati ringraziamenti e promesse, da un boss la remissione totale del debito e torna insieme alla moglie Tina, arrivata sul posto con la figlia.

## Incassi
Il film incassò $6,712,079 nella prima settimana, per un totale di $27,627,310.